# Де Йонг, Аннеми
Аннеми́ де Йонг (нидерл. Annemie de Jongh) — нидерландская кёрлингистка.
В составе женской сборной Нидерландов участник чемпионата мира 1981 (заняли десятое место) и чемпионата Европы 1980 (заняли восьмое место).
Играла на позиции второго.

## Команды
| Сезон   | Четвёртый        | Третий                | Второй         | Первый         | Турниры                              |
| ------- | ---------------- | --------------------- | -------------- | -------------- | ------------------------------------ |
| 1980—81 | Лаура ван Имхофф | Эрманс ван ден Хаутен | Аннеми де Йонг | Ханнеке Венинг | ЧЕ 1980 (8 место) ЧМ 1981 (10 место) |

(скипы выделены полужирным шрифтом)